# Chevrolet Monza
 (février 2020).
Si vous disposez d'ouvrages ou d'articles de référence ou si vous connaissez des sites web de qualité traitant du thème abordé ici, merci de compléter l'article en donnant les références utiles à sa vérifiabilité et en les liant à la section « Notes et références ».
 (février 2020).
La mise en forme du texte ne suit pas les recommandations de Wikipédia : il faut le « wikifier ».
Les points d'amélioration suivants sont les cas les plus fréquents. Le détail des points à revoir est peut-être précisé sur la page de discussion.
- Les titres sont pré-formatés par le logiciel. Ils ne sont ni en capitales, ni en gras.
- Le texte ne doit pas être écrit en capitales (les noms de famille non plus), ni en gras, ni en italique, ni en « petit »…
- Le gras n'est utilisé que pour surligner le titre de l'article dans l'introduction, une seule fois.
- L'italique est rarement utilisé : mots en langue étrangère, titres d'œuvres, noms de bateaux, etc.
- Les citations ne sont pas en italique mais en corps de texte normal. Elles sont entourées par des guillemets français : « et ».
- Les listes à puces sont à éviter, des paragraphes rédigés étant largement préférés. Les tableaux sont à réserver à la présentation de données structurées (résultats, etc.).
- Les appels de note de bas de page (petits chiffres en exposant, introduits par l'outil «  Source ») sont à placer entre la fin de phrase et le point final[comme ça].
- Les liens internes (vers d'autres articles de Wikipédia) sont à choisir avec parcimonie. Créez des liens vers des articles approfondissant le sujet. Les termes génériques sans rapport avec le sujet sont à éviter, ainsi que les répétitions de liens vers un même terme.
- Les liens externes sont à placer uniquement dans une section « Liens externes », à la fin de l'article. Ces liens sont à choisir avec parcimonie suivant les règles définies. Si un lien sert de source à l'article, son insertion dans le texte est à faire par les notes de bas de page.
- La présentation des références doit suivre les conventions bibliographiques. Il est recommandé d'utiliser les modèles {{Ouvrage}}, {{Chapitre}}, {{Article}}, {{Lien web}} et/ou {{Bibliographie}}. Le mode d'édition visuel peut mettre en forme automatiquement les références.
- Insérer une infobox (cadre d'informations à droite) n'est pas obligatoire pour parachever la mise en page.

Pour une aide détaillée, merci de consulter Aide:Wikification.
Si vous pensez que ces points ont été résolus, vous pouvez retirer ce bandeau et améliorer la mise en forme d'un autre article.
Pour les articles homonymes, voir Carlo Monza, Monza (groupe belge) et Opel Monza.
Cet article concerne la voiture vendue de 1975 à 1980 en Amérique du Nord.

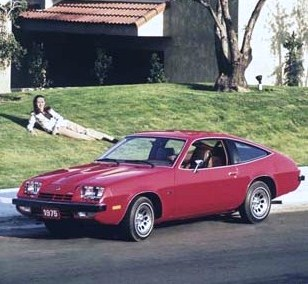
Chevrolet Monza 1975

La Chevrolet Monza est une automobile sous-compacte produite par Chevrolet pour les années modèles 1975-1980. La Monza est basée sur la Chevrolet Vega, partageant son empattement, sa largeur et son moteur quatre cylindres en ligne de 2 294 cm3. La Monza 2 + 2 de 1975 a été conçue pour accueillir le moteur rotatif GM-Wankel, mais en raison de problèmes d'économie de carburant et de conformité des émissions médiocres, ce moteur a été annulé par un  moteur V8 plus économe en carburant de 4,3 litres et 5,7 litres . Le nom Monza a également été utilisé pour la version latino-américaine de l'Opel Ascona C.
Les Monza 2 + 2 et Monza Towne Coupe rivalisaient avec la Ford Mustang II et d'autres coupés sportifs. Les variantes de la carrosserie H de General Motors, la Buick Skyhawk et la Oldsmobile Starfire, ont été produites en utilisant la carrosserie de la Monza 2 + 2 avec des variations de calandre et de garniture et le moteur V6 de 3,8 litres de Buick. La variante Pontiac Sunbird a été introduite l'année-modèle suivante, finalement offerte dans les deux styles de carrosserie de la Monza. La plaque signalétique Monza est née au milieu des années 1960 pour la version sportive de la Chevrolet Corvair.

## Histoire

### Origine
La Monza 2 + 2 a fait ses débuts en tant que modèle 2 + 2 à hayon. La Monza mesure 102 mm de plus et pèse 82 kg de plus que la Vega dont elle est dérivée. John DeLorean de General Motors l'a surnommé la "Vega italienne", citant un style avec une forte ressemblance avec la Ferrari 365 GTC / 4.
GM avait prévu d'introduire le moteur rotatif GM Wankel (sous licence de NSU Motorenwerke AG) dans le modèle Monza de 1975. Ce moteur avait une consommation importante, défaut rédhibitoire à une époque le prix du carburant était relativement élevé à la suite de l'embargo sur le pétrole arabe de 1973. GM a donc  annulé ce moteur. Ainsi, la Chevrolet Monza de 1975 a été lancée avec un moteur à piston conventionnel à la place.

### Aperçu
La Monza 2 + 2 de 1975 est équipée  de phares rectangulaires nouvellement approuvés et d'une calandre à fente dans un nez incliné en polyuréthane résistant. Les volets latéraux sont fonctionnels et font partie du système de ventilation à circulation. Le style de carrosserie 2 + 2 portes de la Monza à hayon est partagé avec l'Oldsmobile Starfire et la Buick Skyhawk. Le moteur standard de la Monza était le moteur 2,3 litres à quatre cylindres en ligne de la Vega avec un carburateur simple corps qui génère 79 ch (58 kW) à 4 200 tr/min. En option, la version carburateur double corps qui généré 88 ch (65 kW) à 4 400 tr/min. Le  moteur V8 de 4,3 litres de Chevrolet était en option: c'était le plus petit V8 jamais offert par Chevrolet, équipé d'un carburateur Rochester double corps et délivrant 112 ch (82 kW) à 3 600 tr/min. Pour 1975 uniquement, les Monza vendues en Californie et dans les régions de haute altitude ont satisfait aux exigences d'émissions plus strictes en remplaçant une version du moteur V8 de 5,7 litres par un carburateur double corps réglé sur seulement 127 ch (93 kW). La Monza 2 + 2 et ses variantes Buick et Oldsmobile présentent la première utilisation par GM d'une suspension arrière à bras de torsion, également adoptée pour la Vega Cosworth de 1975 introduite mi-1975, et plus tard, sur toutes les Vega et Pontiac Astre de 1976 et 1977,,. La conception de base a également été intégrée aux carrosseries F de troisième et quatrième générations de GM, la Chevrolet Camaro et la Pontiac Firebird.
En avril 1975, la Monza Towne Coupe a été introduite - un style de carrosserie notchback avec un coffre conventionnel avec une tôle différente de celle du hayon 2 + 2, mais partageant son pare-brise et ses ailes avant. Elle comporte des phares ronds simples, au lieu des doubles phares rectangulaires de la 2 + 2. La Towne Coupe offrait une réponse au succès des ventes du coupé Ford Mustang II notchback et de sa version luxe, la Mustang II Ghia. La Towne Coupe est 38 mm plus courte et (61 kg) plus légère que la 2 + 2 et a légèrement plus de dégagement à la tête à l'arrière.
Une version "S" de la berline à hayon 2 + 2, moins chère,  a été introduite au milieu de l'année. Elle comportait de série le moteur simple corps de la Vega avec une transmission manuelle à trois vitesses. La suspension sport, la console complète, le volant sport, le rétroviseur jour / nuit et les moulures d'ouverture des roues ont été supprimés sur la "S". La Chevrolet Monza 2 + 2 a remporté le prix de la voiture de l'année du magazine Motor Trend pour 1975.

### Modifications d'années modèles
Le moteur quatre cylindres de 2 294 cm3 de 1976, tel qu'il était utilisé dans la Vega, a été amélioré. Nommé «Dura-built 140», il comporte des poussoirs hydrauliques plus silencieux éliminant les réglages de soupape. Les quatre cylindres en ligne de base développaient 71 ch (52 kW), mais la carburation double corps a augmenté la cote à 85 ch (63 kW). Le modèle de 1976 était l'introduction du nouveau moteur V8 de 5,0 litres de Chevrolet avec un carburateur à double corps générant 142 ch (104 kW) à 3 800 tr/min, mais uniquement pour les Monza des clients californiens et de haute altitude, et a remplacé le V8 5,7 litres. Le V8 262 était à nouveau le moteur en option dans 49 États. Une option de milieu d'année pour l'année modèle 1976 était une partie avant sport disponible pour la Towne Coupe, qui comprenait la partie avant et les quadruple phares en polyuréthane de la 2 + 2. La finition d'équipement Monza Spyder a été introduit en 1976 à la fois pour la berline à hayon 2 + 2 et la Towne Coupe. Elle comprenait une version carburateur à deux corps du moteur quatre cylindres en standard, une console au plancher, un volant sport, une suspension F41 avec des barres stabilisatrices avant et arrière plus grandes et des amortisseurs spéciaux. Cette finition était de série sur le modèle 2 + 2 original de 1975 (à l'exclusion du modèle «S» de milieu d'année).
La Monza de 1977 a été mise en évidence par deux nouvelles finitions Spyder disponibles uniquement pour le hayon 2 + 2, l'un étant une finition d'équipement de performance Z01 à 274 $ et l'autre une finition d'apparence Z02 à 199 $ supplémentaire. Un moteur quatre cylindres de 85 ch (63 kW) était standard, mais les Monza pouvaient être commandées avec un V8 5,0 L de 147 ch (108 kW). Le tableau de bord de la Monza contenait des cadrans circulaires dans un tableau de bord en aluminium brossé. La Towne Coupe Cabriolet a été supprimé, mais un toit en semi-vinyle et des fenêtres d'opéra pouvaient encore être commandés.
La Monza «Mirage» était une finition de modification de carrosserie sportive d'un an seulement (1977) produit par Michigan Auto Techniques (MAT), une société de marché secondaire engagée par GM; la Mirage était peinte en blanc, avec des bandes de course rouges et bleues sur toute la longueur de la voiture. Elle comportait également des panneaux de carrosserie éclatés, un aérateur spécial et un aileron. Les véhicules ont été construits dans l'usine GM de Sainte-Thérèse et envoyés à MAT pour modification, après quoi MAT expédiait les voitures complètes au concessionnaire. Il y avait environ 4 097 Mirage de 1977 fabriqués par MAT, mais il y avait aussi des Mirage créés par les concessionnaires Chevrolet, car les ajouts et bandes de carrosserie étaient disponibles auprès du service des pièces du concessionnaire. Le moteur de 5,0 litres était la seule option V8 pour l'année modèle 1977. Le moteur standard 2.3 à bloc d'aluminium de la Vega a été abandonné à la fin de l'année modèle, remplacé par l'"Iron Duke" Pontiac 2.5.

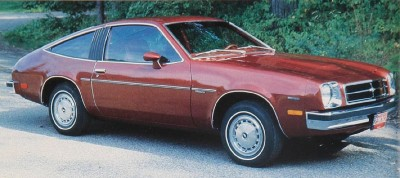
Chevrolet Monza coupe 1978

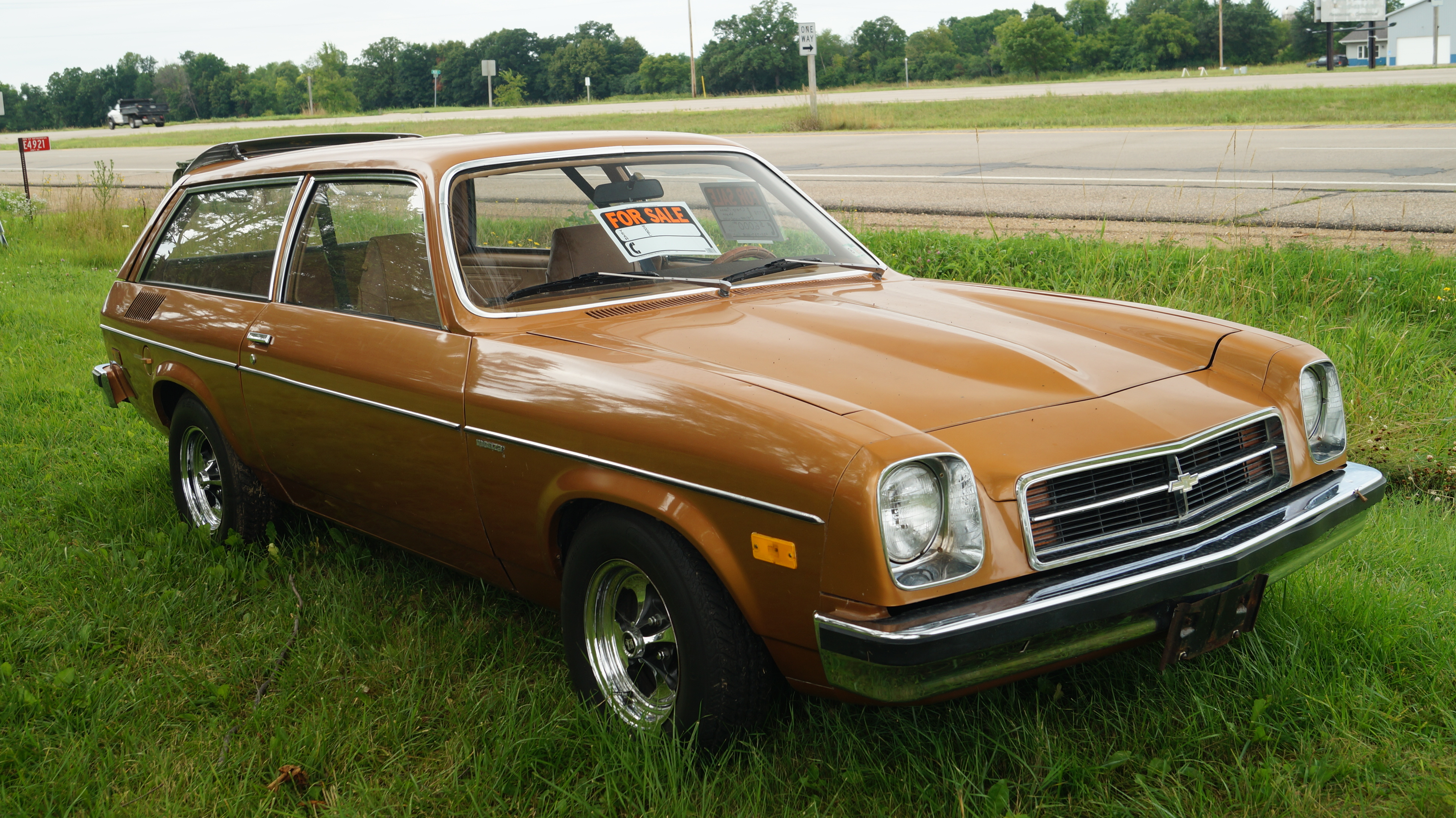
Chevrolet Monza break 1978

La ligne Monza de 1978 a été élargie pour inclure des restes rebadgés de la ligne Vega, dont la production a pris fin après l'année modèle 1977. Chevrolet a greffé une nouvelle face avant de Monza sur les modèles Vega de carrosserie voiture à hayon et break. La Monza "S", commercialisé en tant que leader des prix pour la Monza, utilisait la carrosserie voiture à hayon de la Vega. Avec une production de seulement 2 000 unités, il a été supposé qu'il s'agissait simplement d'un effort pour épuiser un stock de carrosserie de Vega de 1977. Le break Monza était également proposé dans une version break garnie de bois , utilisant la carrosserie du break Vega. La ligne Monza de 1978 a gagné un nouveau coupé de base et une berline 2 + 2 avec des phares ronds à l'avant droit avec une calandre avec une barre transversale et de nouveaux feux arrière tricolores. Le hayon 2 + 2 de base utilisait également un nouveau panneau de feu arrière épointé intégrant le support de plaque d'immatriculation et un pare-chocs arrière conventionnel. La berline sport 2 + 2 et la berline sport notchback utilisaient une version modifiée des quadruples phares précédents, maintenant au-dessus d'une calandre pleine largeur à fente ouverte. Le moteur «Iron Duke» à quatre cylindres en ligne de 2,5 litres était de série pour 1978, remplaçant le moteur à quatre cylindres en ligne de la Vega. Les options de moteur étaient un moteur V6 de 3,2 litres conçu par Buick avec un carburateur double corps qui produisait 91 ch (67 kW) à 3 600 tr/min. Le moteur V6 de 3,8 litres de 106 ch (78 kW) de Buick a remplacé le V6 de 3,2 litres en Californie et dans les régions de haute altitude. Les moteurs à quatre cylindres et le V6 de 3,2 litres n'étaient pas disponibles dans les zones de haute altitude. Le V8 de 147 ch (108 kW) de 4 998 est resté en option sur tous les modèles, sauf les modèles "S" et break. À la fin de l'année modèle 1978, la version S, la finition sport de la Towne Coupe et la version Estate du break ont été abandonnées.
La gamme 1979 de la Chevrolet Monza a été découpée en quatre modèles. L'équipement standard ajouté pour 1979 comprenait une radio AM, des vitres teintées, des moulures latérales et un volant sport. Seule la berline sport 2 + 2 a conservé l'extrémité avant inclinée à l'aspect européen; d'autres avaient une calandre rafraîchie. Un quatre cylindres standard plus puissant de 2,5 L avec une culasse à flux transversal redessiné et un carburateur double corps développait 91 ch (67 kW) - cinq de plus qu'en 1978. Trois moteurs étaient disponibles en option: le V6 196 (3,21 L) de 106 ch (78 kW), le V6 231 de 117ch (86 kW) de et le V8 305 de 132 ch (97 kW). Le finition de performance Spyder coûtait 164 $ et la finition d'apparence Spyder ajoutait 231 $. Toutes les Monza avaient un tableau de bord de couleur assortie et toutes, sauf le coupé de base, avaient une console centrale et la protection contre la corrosion a été améliorée. À la fin de l'année modèle 1979, le break Monza, le V6 de 3,2 litres et le V8 de 5,0 litres ont été abandonnés.
La gamme de l'année modèle 1980 consistait en une berline de base 2 + 2, une notchback et une berline sport 2 + 2; le moteur quatre cylindres de 2,5 litres est resté de série et la seule option de moteur était le V6 Buick de 3,8 litres. Chevrolet a décidé d'arrêter la Monza à la fin de l'année modèle 1980 et de laisser les modèles de base de la Chevrolet Camaro et de la nouvelle Chevrolet Citation X-11 occuper la place de coupé sport sur le marché de la division.

### Monza Spyder
La plaque signalétique «Spyder» avait été utilisée pour désigner le modèle turbocompressé de la Corvair 1962-1964. Le nom "Spyder" a été introduit pour la Chevrolet Monza en 1976. Cette finition comprenait des équipements de performance et quelques petits objets d'apparence. La finition d'équipements Monza Spyder était disponible sur tous les modèles 2 + 2 à hayon et Monza Towne Coupe (avec l'option "équipements sportifs") avec boîte manuelle à cinq vitesses et transmissions automatiques Turbo Hydra-matic. La finition d'équipements Spyder comprenait un moteur Dura-built 2,3 de deux corps, une console au plancher, de grandes barres stabilisatrices avant et arrière, des amortisseurs spéciaux, des pneus à flancs radiaux à ceinture d'acier, des moulures d'ouverture de roue chromées, un rétroviseur intérieur jour / nuit, un volant sport (à deux branches), une instrumentation spéciale et un tableau de bord "cousu" avec des accents de vinyle en grain de bois ajoutés (de série sur la 2 + 2), une identification distinctive "Spyder" (script et emblèmes sur l'aile, le volant et le bouton de klaxon) cache avant et couvercle de verrouillage arrière Spyder.
Chevrolet a apporté d'importantes modifications à la finition Spyder, notamment des équipements et des ensembles d'apparence distincts avec des codes RPO distincts sur la feuille de construction. La finition d'équipements Spyder était un Regular Production Option (RPO) Z01, tandis que la finition d'apparence Spyder était le RPO Z02. Les finitions Spyder étaient disponibles sur les Monza sport berline 2 + 2. Les couleurs des décalcomanies Spyder été déterminées par la couleur de la carrosserie de la Monza commandé. Il y avait quatre combinaisons de couleurs pour 1977. Pour 1979, il y avait six combinaisons, qui comprenaient un jeu de couleurs vert et bleu.
Z01 - Équipement Spyder
Pneus à flancs radiaux  ceinturés d'acier BR70-13C, suspension sport, volant sport (à deux branches), console centrale, rétroviseur intérieur jour / nuit, identification Spyder, moulures d'ouverture de roue (disponibles avec  la finition d'apparence Z02), un système d'échappement double et des pneus à lettres blanches étaient disponibles en 1979.
Z02 - Equipement Spyder
Reflets noirs sur les ouvertures des phares avant, latéraux et arrière de la carrosserie, les ouvertures des feux de stationnement, le pare-brise, les moulures de lunette arrière et de vitre latérale, le seuil de carrosserie, les persiennes de porte et de montant central, le panneau d'extrémité arrière - (moulures de fenêtre brillantes avec l'extérieur noir), accents arrière noirs ou dorés (occultations des feux arrière et décalcomanies du panneau arrière), pare-brise avant et becquet arrière de couleur carrosserie, emblèmes Spyder (panneau avant, cache de verrouillage arrière et insert de bouton de klaxon du volant sport), bandes latérales de carrosserie avec lettrage Spyder en rouge, blanc ou or selon la couleur de la carrosserie, roues en acier peint en noir avec bagues de finition et enjoliveurs centraux, rétroviseurs sport noirs, décalcomanie spéciale de capot et décalcomanie de spoiler arrière. Pour l'année modèle 1980, Chevrolet a combiné la finition équipement Spyder et les finitions d'apparence dans une finition équipement et apparence de la Spyder avec un code RPO Z29 et a inclus des décalcomanies latérales Spyder  redessinées et un nouveau barrage d'air avant qui se fond dans les ouvertures des roues des ailes avant. Les choix de couleurs des décalcomanies Spyder (cinq) étaient basés principalement sur la couleur intérieure  plutôt que sur la couleur de la carrosserie comme les années précédentes.
Z29 - Équipement et apparence Spyder
Pneus à flancs radiaux à ceinture d'acier et à plis radiaux BR70-13C (avec option pour le lettrage blanc en relief), suspension sport, bandes de frottement de pare-chocs avant et arrière noires, cadres de phares, pare-brise, ceinture, moulures de vitres latérales et arrière noires (non disponibles avec l'extérieur noir), seuil de caisse peint en noir (également non disponible avec l'extérieur noir), volets de portières et montants centraux noirs, cadres de feux arrière peints en noir, pare-chocs avant et becquet arrière couleur carrosserie, emblèmes Spyder sur le panneau avant, cache de verrouillage arrière et le volant sport (insert de bouton de klaxon), rétroviseurs sport noirs (télécommande à gauche, manuelle à droite), aileron arrière et bandes de carrosserie avec lettrage Spyder  accentué dans la couleur de carrosserie, décalcomanie de capot Spyder, roues Rally II peintes en noir avec anneaux de garniture brillants et capuchons centraux.

### Moteur Wankel mort-né
En novembre 1970, GM a payé 50 millions de dollars pour les licences initiales de production du moteur rotatif Wankel, et le président de GM, Ed Cole, a prévu sa sortie dans trois ans. Le GM Wankel été initialement ciblé pour une introduction en octobre 1973 comme option sur la Vega de 1974. Le moteur General Motors Rotary Combustion Engine (GMRCE) avait deux rotors déplaçant 3,38 l, deux distributeurs et bobines doubles et un boîtier en aluminium,
Ne voulant pas faire face à la critique de la consommation d'essence à laquelle  Mazda a pourtant résisté, GM a estimé qu'il pourrait répondre aux normes d'émissions de 1975 avec le moteur optimisé pour fournir une  consommation plus basse. Le moteur revu par GM atteint ainsi un remarquable 8,5 L/100 km. Mais  ce moteur connait aussi plusieurs problèmes techniques  (défaillances de joint apex,  joint de bout de rotor). En décembre 1973, il était clair que le Wankel, prévu pour équiper la Monza 2 + 2, ne serait pas prêt pour la certification de production ou d'émissions à temps pour le début de l'année modèle 1975. Et après avoir payé 10 millions de dollars supplémentaires sur ses droits de licence sur le piston rotatif, GM  annonce un premier report. Motor Trend en avril 1974 a prédit le résultat final - En Septembre 1974, GM renonce officiellement au moteur Wankel. General Motors a alors admis que la cosommation de ce moteur ne répondait pas aux normes. Pete Estes a succédé à Cole en tant que président de GM et n'a jamais montré d'intérêt particulier pour le Wankel ou pour la perpétuation des idées de Cole. Estes avait précédemment décidé de laisser expirer la Corvair, un autre projet de Cole, bien avant les fameuses attaques de Ralph Nader.

### Fin de la carrosserie H
Un total de 731 504 Monza ont été produites en six années modèle. General Motors a remplacé les Monza, Sunbird, Skyhawk et Starfire de carrosserie H à traction arrière (RWD) au printemps 1981 par une nouvelle gamme à traction avant (FWD), la gamme des modèles à carrosserie J: les Chevrolet Cavalier, Oldsmobile Firenza, Buick Skyhawk, Pontiac J2000 et Cadillac Cimarron, présentés comme modèles de 1982. Étant donné que les prochaines voitures à carrosserie J devaient être vendues en tant que modèles de 1982, il y avait une longue production de modèles à carrosserie H de 1980 afin de fournir un inventaire suffisant pour les concessionnaires jusqu'au printemps 1981.

## Sports motorisés

### États-Unis
Les Chevrolet Monza ont participé à la série IMSA GT propulsée par des moteurs de Chevrolet Corvette. Les Chevrolet Monza étaient les challengers de la nouvelle classe AAGT. La classe a été conçue pour permettre à ces voitures de rivaliser avec les meilleures voitures GT du monde. La saison 1975 a été lancée avec les nouvelles voitures qui rivaliseraient avec les Porsche Carrera dominantes. Un ensemble de règles très libérales a permis de conserver certains panneaux de carrosserie  de la voiture de série, notamment le pare-brise, la lunette arrière et le toit. Tout le reste a été construit à partir de zéro.
Le coureur IMSA et futur triple vainqueur au Mans et double vainqueur des 24 Heures de Daytona, Al Holbert, a vu le potentiel de la Monza. À la fin de la saison 1975, il avait commandé une toute nouvelle voiture, construite et préparée par Lee Dykstra et le pilote australien de la Trans-Am, Horst Kwech, chez DeKon Engineering. Le châssis n ° 1008 a été utilisé à partir de la saison 1976. En 1976 et 1977, il était le champion de l'IMSA Camel GT, battant Hans Stuck, Brian Redman et Peter Gregg. Dans la campagne réussie de Holbert en 1977, il a capturé une autre couronne à la Camel GT. Ce sera le dernier titre pour une voiture américaine : les Porsche 935 s'avèrent imbattables dès le début de la saison 1978. Cependant, la Chevrolet Monza construite par DeKon a laissé son empreinte sur l'IMSA Camel GT. Elles étaient tout à fait imbattables en 1976-1977. Les Chevrolet Monza ont été vues dans l'IMSA jusqu'en 1986. La Monza DeKon originale de Chris Cord est détenue et pilotée par Ken Epsman, tandis que la Monza de Holbert a été retrouvée et est actuellement en restauration dans le nord de la Californie.

### Australie
La Monza a également connu du succès en Australie à la fin des années 1970 et dans les années 1980 dans l'Australian Sports Sedan Championship (ASSC) (rebaptisé Australian GT Championship en 1982). Allan Moffat a importé une Monza DeKon en Australie et a remporté le premier ASCC en 1976 (également au volant d'une Ford Capri RS3100 «Cologne»). En 1978, le pilote et homme d'affaires éminent Bob Jane a importé une Monza DeKon, qui a été reconstruite  par son mécanicien en chef Pat Purcell et son pilote-ingénieur Ron Harrop. Jane a eu un certain succès avec la voiture, mais elle était parfois handicapée par une mauvaise fiabilité. Quand il a pris sa retraite à la fin de 1981 en raison d'une blessure au dos, il a recruté le pilote vedette des voitures de tourisme Peter Brock pour conduire la voiture. Brock a conduit la Monza de 6,0 L lors des championnats GT de 1982 et 1983 pour Jane. Une deuxième Monza a été construite par l'équipe de Jane qui aurait dû participer à une course de rue de l'IMSA à Miami au début des années 1980 par Brock et le champion australien de Formule 1 de 1980 Alan Jones, mais elle n'a jamais couru aux États-Unis.
Dans le championnat de 1982, Brock s'est mesuré à Jones dans une Porsche 935 turbo bienpréparée et légèrement plus puissante. Brock et la Monza ont constamment égalé la vitesse de Jones et les deux ont fais une des meilleures courses jamais vues en Australie, mais la fiabilité était toujours un problème avec la Monza et les résultats n'étaient pas disponibles. Brock a été impliqué dans un accident spectaculaire sur la ligne de départ lors de la troisième manche du championnat de 1983 sur le circuit international d'Adélaïde et la Monza n'a été revue qu'à la fin de l'année lorsque Brock a terminé troisième d'une course GT / voiture de sport sur invitation pour soutenir le Grand Prix d'Australie 1983. Après l'avoir fait reconstruire à nouveau par Purcell, Jane a vendu la voiture à l'ancien pilote de course Alan Browne, qui y l'a confiée à son copilote vainqueur de la pole position de Bathurst 1000 en 1982, Allan Grice, pour le championnat GT de 1984. Grice et la Monza ont facilement remporté le championnat, remportant tous les tours sauf un. Grice, qui ne s'était jamais entendu avec Purcell, était tellement impressionné par la voiture après l'avoir conduite pour la première fois qu'il a téléphoné à Purcell pour le complimenter sur ce qu'il considérait comme la meilleure voiture de course qu'il avait conduite au cours de ses 20 ans de carrière.
La Monza était alors préparée pour le Sandown 1000 de 1984, la dernière manche du Championnat du Monde d'Endurance 1984. Conduisant aux côtés du célèbre Ron Harrop et de son ami pilote de voiture de tourisme, Dick Johnson, Grice a qualifié la Monza de 659 ch (485 kW) d'une honorable 18e place (deuxième de l'invitation AC Class pour les GT australiennes et les voitures de sport du groupe A), et a revendiqué que la voiture n'a rien perdu dans les lignes droites face aux Porsche 956B gagnantes, mais a perdu du temps dans les virages contrairement aux Porsche à effet de sol. Johnson a déclaré plus tard que la voiture avait plus de grognement avec son V8 de 6,0 L que sa maniabilité ne le méritait. Ils ont finalement été disqualifiés pour avoir reçu de l'aide extérieure des commissaires de piste après avoir terminé 114 des 206 tours de course.
Après 1984, Browne a vendu la Monza au coureur chevronné Bryan Thompson, qui l'a utilisée (avec sa Mercedes-Benz 450 SLC à double turbo propulsé par Chevrolet) pour remporter le Championnat d'Australie GT 1985. Thomson a concouru dans la voiture au cours des  années suivantes avant de la reconstruire au cours de la saison  1988-1989, qui a également vu la coque de carrosserie de la Monza être remplacée par celle d'une Toyota Supra. Il a ensuite vendu la voiture en 1990 à un propriétaire inconnu qui l'a ensuite vendue au coureur de voitures de sport basé à Sydney, Des Wall qui en a conservé la propriété jusqu'à sa mort en 2012. Maintenant détenu par son fils, le conducteur de supercar V8 David Wall, qui aurait planifié de restaurer la voiture à ses racines de Monza, bien que des rumeurs aient circulé selon lesquelles il garderait la voiture en tant que Supra en hommage à son défunt père.
Parmi les autres pilotes d'une Chevrolet Monza dans les courses de berlines / GT sport australiennes, citons: John Briggs qui a piloté une Monza construite par K&A Engineering à Adélaïde, Graeme Whincup (le père de plusieurs supercar V8 et champion du Bathurst 1000, Jamie Whincup), qui a conduit une Monza qu'il a construite pour la course en 1979, et Jeff Barnes.
La Monza était également la voiture favorite des pilotes sur les circuits australiens en super berline et en grande course nationale à la fin des années 1970 et au début des années 1980. Les pilotes de Monza qui ont réussi sur speedway incluent le pilote du Grand National de Sydney, Barry Graham.

## Chine

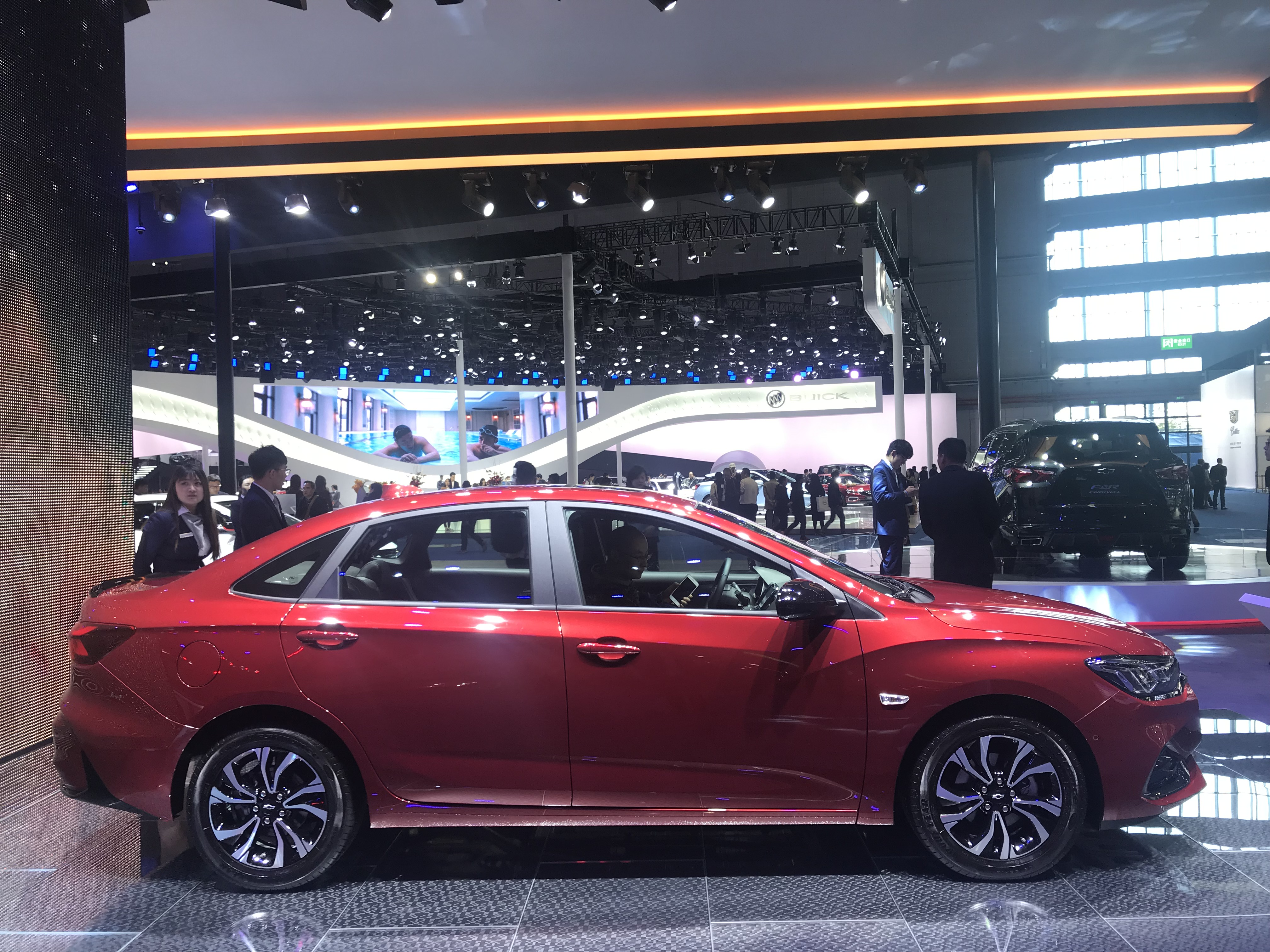
Chevrolet Monza Chine

La Chevrolet Monza a été relancée pour le marché chinois  en mars 2019 à Wuhan. Disponible en berline quatre portes, elle est disponible en deux niveaux de finition appelés 320T et 330T et cinq modèles. La 320T est disponible avec un moteur trois cylindres turbocompressé de 1 litre tandis que la 330T obtient un moteur trois cylindres turbocompressé de 1,3 litre en standard. Les modèles de 1 litre ont accès à une boîte manuelle à 6 rapports et à un double embrayage à 6 rapports tandis que les modèles de 1,3 litre ne sont disponibles qu'avec une boîte automatique à 6 rapports. Les prix varient entre 89 900 et 119 900 yuans (13 350 à 17 800 dollars US).